# Zofia Gargasz
Zofia Gargasz z domu Mycka (ur. 27 marca 1900 w Jabłonce, zm. 19 czerwca 1986) – Polka, Sprawiedliwa wśród Narodów Świata.

## Życiorys
Córka Wincentego Mycka i Pauliny z domu Kozickiej. Razem z mężem Jakubem Gargaszem i synami mieszkała w Brzozowie w okolicy Krosna. Przed wybuchem wojny przyjaźniła się z Henią Katz, Żydówką która prowadziła sklep z tekstyliami w Brzozowie, a także wynajmowała u Gargaszów pokój. W sierpniu 1942 kobieta zbiegła z brzozowskiego getta przed likwidacją i zwróciła się do Gargaszów z prośbą o pomoc w ukryciu się. Mimo śledzenia przez sąsiadów, małżeństwo Gargaszów zgodziło się ukryć przyjaciółkę w swoim gospodarstwie. Udzielali schronienia na strychu jednego z budynków gospodarczych przez 18 miesięcy. Po otrzymaniu donosu, 9 lutego 1944 do domu Gargaszów przybyli niemieccy funkcjonariusze, wraz z granatowymi policjantami i przewodnikiem z magistratu. Przeprowadzili rewizję. Henia Katz została rozstrzelana na miejscu. Zofia Gargasz i jej mąż zostali aresztowani i osadzeni w więzieniu w Brzozowie, a następnie przewiezieni do Sanoka. Postawiono im zarzut udzielenia schronienia Żydom. Sąd Specjalny przy Sądzie Niemieckim w Rzeszowie na posiedzeniu w dniu 19 kwietnia 1944 w Sanoku skazał Zofię i Jakuba Gargaszów na karę śmierci, ponieważ w prawie niemieckim jedyną karą za ukrywanie Żydów była kara śmierci. Skazanych przewieziono do Rzeszowa. Przebywający w tym czasie na przymusowych robotach w Niemczech starszy syn Gargaszów wniósł w imieniu obojga skazanych prośbę o ułaskawienie. Po dwóch miesiącach wyrok Zofii został zmieniony z kary śmierci na 3 lata pozbawienia wolności, a karę jej męża zmieniono na rok pozbawienia wolności. W zeznaniach Zofia odsunęła męża od odpowiedzialności za ukrywanie Heni Katz. Pod koniec lipca 1944 Jakuba Gargasza zwolniono z więzienia, a Zofia została przewieziona na tydzień do więzienia Montelupich w Krakowie, po czym osadzono ją w niemieckim nazistowskim obozie koncentracyjnym Dachau. Od 7 sierpnia 1944 przebywała w obozie pracy Rodgau-Dieburg, gdzie przetrwała do wyzwolenia przez Amerykanów. Wróciła do Polski w 1946 r.
8 maja 1979 Zofia Gargasz wraz z mężem Jakubem zostali odznaczeni medalami Sprawiedliwych wśród Narodów Świata.